# George Morland
George Morland   (Londres, 26 de juny de 1763 - Londres, 29 d'octubre de 1804) fou un pintor anglès. Les seves primeres obres van ser influenciades per Francis Wheatley però després de la dècada de 1790 va entrar en el seu propi estil. Les seves millors composicions se centren en escenes rústiques: granges i caça; contrabandistes i gitanos; i els paisatges rics i amb textures influenciats per la pintura del Segle d'Or holandès.

## Biografia
El seu avi (George H. Morland) i el seu pare (Henry Robert Morland c.1719 1797), van ser tots dos pintors. Els seus esbossos produïts durant la seva infància es van mostrar al públic durant algunes actuacions també a la Royal Academy of Arts, a la Free Society of Artists i a la Society of Artists (fundada el maig de 1761). Va rebutjar una generosa oferta d'ocupació de George Romney, el 1785 va viatjar a França i l'any següent es va casar amb Anne, la germana de William Ward.
Més tard la seva situació financera es va convertir en desastrosa i va haver de fugir dels creditors més d'una vegada, quan va ser arrestat (el 19 d'octubre 1804) va intentar pintar per pagar els seus deutes, però va resultar afectat per una malaltia i va morir pocs dies després. La notícia de la seva mort va ser per la seva desastrosa dona que la va portar a la mort al cap de tres dies. Els seus cossos van ser enterrats a la capella de Sant Jaume.